# مشعل عويد
مشعل عويد، لاعب كرة قدم كويتي سابق.
بدأ مسيرته الكروية مع نادي الكويت، وفي يوليو 2006 أعير إلى نادي الجهراء لمدة موسم، وفي أكتوبر 2007 أعير مرة أخرى إلى نادي الجهراء.
وحصل على لقب أفضل لاعب في دورة تشرين الكرويه 2007 والتي فاز الجهراء باللقب
ولعب أخر موسم له 2013 حيث قرر الاعتزال
ولعب مع منتخب الشباب 1998 بتصفيات كأس اسيا